# EV2 Hoofdstedenroute
De Hoofdstedenroute (Capitals Route) is een geheel bewegwijzerde fietsroute op Europese schaal van zo'n 5050 kilometer lang. De route maakt deel uit van het EuroVelo-fietsroutenetwerk van de European Cyclists' Federation, en is opgezet met financiering vanuit een Interreg-programma van de Europese Unie. Het type bewegwijzering verschilt van land tot land omdat gebruik wordt gemaakt van nationale netten van lange-afstandsfietsroutes. De route is vooral bedoeld voor fietsvakantie.

## Routebeschrijving
Per land zijn de belangrijkste steden die doorkruist worden:
| Land                | Belangrijkste steden (kruising met andere EuroVelo)                                                                  |
| ------------------- | --- |
| Ierland             | Galway (EV1), Dublin                                                                                                 |
| Verenigd Koninkrijk | Holyhead, Bangor, Newport (EV1), Bristol, Bath (EV1), Reading, Londen (EV12), Chelmsford, Colchester (EV12), Harwich |
| Nederland           | Hoek van Holland (EV12, EV15, EV19), Den Haag (EV12), Utrecht, Rhenen (EV15), Arnhem (EV15), Groenlo                 |
| Duitsland           | Vreden, Münster (EV3), Gütersloh, Ilsenburg (EV13), Lutherstadt Wittenberg (EV7), Berlijn (EV7), Seelow              |
| Polen               | Kostrzyn nad Odrą, Poznań, Plock, Warschau, Biała Podlaska, Hajnówka                                                 |
| Wit-Rusland         | Roezjany, Minsk, Orsja                                                                                               |
| Rusland             | Smolensk, Moskou |

De route doet veel hoofdsteden in Europa aan, zoals Dublin, Londen, Den Haag (waar de Nederlandse regering zetelt, de hoofdstad is Amsterdam), Berlijn, Warschau, Minsk en Moskou. In Nederland volgt de route de LF4 Midden-Nederlandroute.
De totale afstand bedraagt 5050 kilometer. Onderweg zijn er veel bezienswaardigheden. Voor gidsen en toelichtingen moet gebruikgemaakt worden van het materiaal dat per land beschikbaar is. In sommige gevallen kan dat er toe leiden dat het alleen beschikbaar is in de taal van dat land. 

### Ierland
De route start in Galway waar kan worden aangesloten op de EV1 Atlantische Kustroute. De route doorkruist Ierland van west naar oost tot de hoofdstad Dublin. Hier kan worden overgestapt op de veerboot naar het Verenigd Koninkrijk over de Ierse Zee.

### Verenigd Koninkrijk
In Holyhead wordt de route vervolgd, deze gaat dwars door Wales. Tussen Newport en Bath loopt de route parallel met de EV1 Atlantische Kustroute. De route vervolgt zijn weg door het zuiden van Engeland naar de hoofdstad Londen. Tussen Londen en Colchester loopt de route parallel met de EV12 Noordzeeroute. In Harwich kan met het veer over de Noordzee worden overgestoken naar Nederland. Er wordt gebruik gemaakt van de bewegwijzering van het National Cycle Network.

### Nederland
In Hoek van Holland kan worden aangesloten op de EV12 Noordzeeroute naar Zeeland (provincie) en op de EV15 Rijnroute en de EV19 Maasroute. Tot Den Haag waar de Nederlandse regering zetelt (de hoofdstad is Amsterdam) loopt de route parallel met de EV12 Noordzeeroute. In Nederland loopt de route grotendeels over het traject met de LF4 Midden-Nederlandroute (van Den Haag tot Borculo). Tussen Rhenen en Arnhem loopt de EV15 Rijnroute parlellel mee. Bij Groenlo wordt de Duitse grens overgestoken.

### Duitsland
Vanaf Vreden loopt de route door Duitsland over de D3 - Europafietsroute R1. De route doorkruist het Münsterland en kruist in Münster de EV3 Pelgrimsroute. De route gaat door het Teutoburgerwoud en het Weserbergland. In de Harz kruist de route in Ilsenburg de EV13 IJzerengordijnpad. Tussen Lutherstadt Wittenberg en Berlijn loopt de route parallel met de EV7 Route van de Zon. In Berlijn loopt de route langs de Brandenburger Tor. In Landkreis Märkisch-Oderland passeert de route de Oderbruch. Bij Seelow wordt de grens gepasseerd.

### Polen
Vanaf Kostrzyn nad Odrą tot Hajnówka voert de route van west naar oost dwars door Polen. Naast de hoofdstad Warschau gaat de route ook door Nationaal Park Białowieża.

### Wit-Rusland
Vanaf Roezjany tot Orsja loopt de route door Wit-Rusland. De route in dit deel is nog in ontwikkeling. De route gaat door het Woud van Białowieża en de hoofdstad Minsk.

### Rusland
De route voert door Smolensk en eindigt in de hoofdstad Moskou op het Rode Plein. Onderweg passeert de route het monument voor Joeri Gagarin en het slagveld van de Slag bij Borodino.